# Cajanus crassus
Cajanus crassus är en ärtväxtart som först beskrevs av George King, och fick sitt nu gällande namn av Laurentius Josephus Gerardus Jos van der Maesen. Cajanus crassus ingår i släktet Cajanus och familjen ärtväxter.

## Underarter
Arten delas in i följande underarter:
- C. c. burmanicus
- C. c. crassus